# UTC-11:00

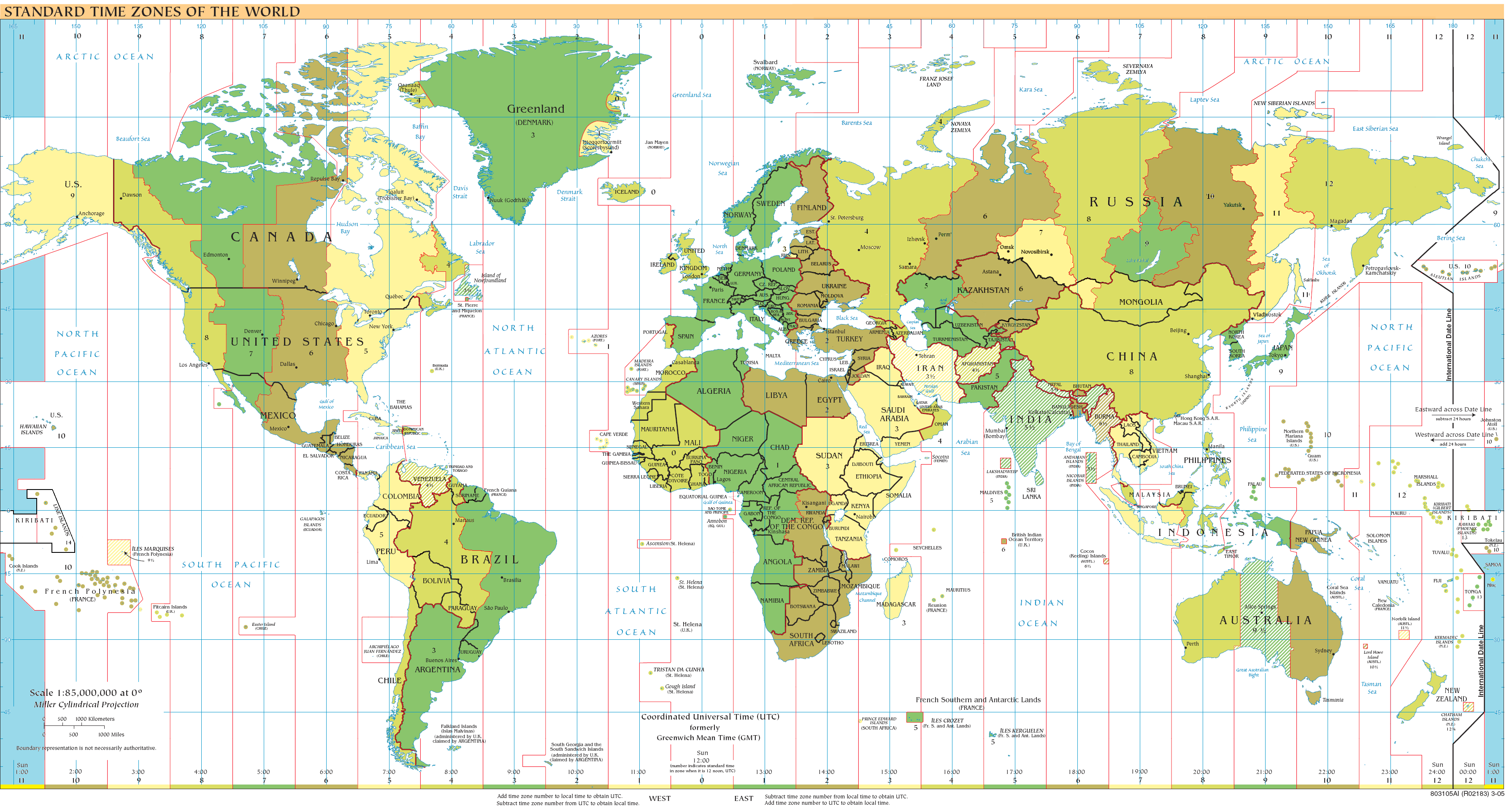
UTC-11:00

UTC-11:00 (X – X-ray) – strefa czasowa, odpowiadająca czasowi słonecznemu południka 165°W.

## Strefa całoroczna
Australia i Oceania:
- Jarvis
- Kingman
- Midway
- Niue
- Palmyra
- Samoa Amerykańskie